# Гомес, Хонатан
Хонатан Давид Гомес Оспина (исп. Jonathan David Gómez Ospina; 21 декабря 1989, Капитан-Бермудес, провинция Санта-Фе) — аргентинский футболист, полузащитник клуба «Расинг» (Авельянеда).

## Биография
Гомес — воспитанник клуба «Росарио Сентраль». Хонатан дебютировал за клуб на профессиональной основе в клубе 22 августа 2008 года в возрасте 18 лет в домашнем матче с «Колон де Санта-Фе» (0:1). Вскоре он зарекомендовал себя как постоянный игрок первой команды, а в 2009 году ему был присвоена футболка с номером 10. Он забил свой первый гол в клубе в домашнем ничейном матче с «Химнасия и Эсгрима» 9 октября 2009 года.
В декабре 2015 года он переходит в «Санта-Фе», подписав трёхлетний контракт. 21 июня 2017 года Гомес подписал контракт с бразильском клубом «Сан-Паулу». Спустя год отправился на правах аренды в саудовский «Аль-Фейха».